# Placogorgia massiliensis
Placogorgia massiliensis is een zachte koraalsoort uit de familie Plexauridae. De koraalsoort komt uit het geslacht Placogorgia. Placogorgia massiliensis werd in 1975 voor het eerst wetenschappelijk beschreven door Carpine & Grasshoff. 